# Külsheim
Külsheim – miasto w Niemczech, w kraju związkowym Badenia-Wirtembergia, w rejencji Stuttgart, w regionie Heilbronn-Franken, w powiecie Main-Tauber. Leży ok. 12 km na północny zachód od Tauberbischofsheim.